# Diplazium cumingii
Diplazium cumingii là một loài dương xỉ trong họ Athyriaceae. Loài này được C.Chr. mô tả khoa học đầu tiên năm 1905.